# Toonami
Toonami ([tuːˈnɑːmi] too-NAH-mee) é um bloco de programação de televisão noturno americano que transmite anime japonês e animação de ação americana. Foi criado por Sean Akins e Jason DeMarco e atualmente produzido pela Williams Street, uma subsidiária da Warner Bros. Television Studios. O bloco é de propriedade da The Cartoon Network, Inc., uma subsidiária da Warner Bros. Discovery. O nome é uma junção das palavras "cartoon" e "tsunami". Atualmente, é transmitido todos os sábados à noite, das 00h às 03h30.
Toonami inicialmente funcionou como um bloco vespertino durante a semana no Cartoon Network de 1997 até 2004, quando fez a transição para o formato de sábado à noite até sua exibição final quatro anos depois. O bloco do Cartoon Network era voltado principalmente para crianças e adolescentes de 7–18 anos. Em sua exibição original, de 1997 a 2008, o bloco era conhecido por apresentar animações voltadas para a ação, com grande foco na animação japonesa, que se tornou muito popular entre o público americano. Toonami é reconhecido por seu cenário distinto com tema espacial, videoclipes musicais de anime, trilha sonora com sabor de drum and bass e seu robô apresentador chamado T.O.M. (abreviação de Toonami Operations Module).
Em 26 de maio de 2012, Toonami foi relançado como um bloco noturno no Adult Swim, inicialmente como uma piada de Dia da Mentira. A encarnação atual é uma reformulação do bloco de ação de sábado à noite do Adult Swim (herdado do bloco Midnight Run do Toonami), que exibe principalmente animes considerados maduros demais para o dia.
Em 31 de maio de 2024, estreou um novo bloco de sexta-feira à tarde chamado Toonami Rewind. Ele foi ao ar das 17h às 19h (horário do leste dos EUA) e apresentou séries clássicas de anime. O Toonami Rewind complementou o Checkered Past, um bloco de segunda a quinta-feira com séries mais antigas do Cartoon Network. No entanto, em 19 de dezembro de 2024, foi anunciado que o Toonami Rewind terminaria em 27 de dezembro de 2024.

## História da transmissão

### Cartoon Network (1997–2008)

##### 1997–1999: Era Moltar
Toonami foi o principal bloco de animação de ação do Cartoon Network. O bloco estreou em 17 de março de 1997, com ThunderCats, Cartoon Roulette, Voltron, outro episódio de Roulette e The Real Adventures of Jonny Quest respectivamente como seus primeiros programas. Ele primeiro tomou o lugar de Power Zone, a iteração mais recente do bloco Super Adventures no Cartoon Network, que tinha sido um dos pilares da rede desde sua introdução em 1 de outubro de 1992. Toonami foi originalmente uma variante de Space Ghost: Coast to Coast (já que o primeiro apresentador, Moltar, era um personagem de Coast to Coast) e ia ao ar nas tardes dos dias de semana. O bloco foi originalmente apresentado pelo vilão que virou produtor do Space Ghost, Moltar (dublado por C. Martin Croker) no prédio da Ghost Planet Industries de 17 de março de 1997 a 9 de julho de 1999.

##### 1999–2000: Era T.O.M. 1
Em 12 de julho de 1999, o Cartoon Network aposentou o apresentador anterior Moltar e relançou Toonami com um novo ambiente, a nave espacial da Ghost Planet, Absolution, e um novo anfitrião, um robô chamado T.O.M. (dublado por Sonny Strait), que o apresentou aos telespectadores com este discurso:
| “ | So it's a brand new Toonami, but the mission objectives remain the same. My name is TOM. I'm the new Moltar. Welcome aboard the Ghost Planet Spaceship Absolution, Cartoon Network's first and only interstellar broadcast and exploration vehicle. I'll give you the tour later. From this day forward she is completely responsible for all Toonami transmissions. I'm taking you guys into the new millennium! No big changes now, same show, same attitude; new place to do it, new guy to do it with. I'm not going to waste any more time, let's get back into it. Later. | ” |

Logo depois, o primeiro programa da era T.O.M., o episódio de Sailor Moon, "The Cosmetics Caper", estreou. Apresentou The Powerpuff Girls no Toonami, tornando-se a primeira série original do Cartoon Network no bloco. Também foi apresentado naquele dia o Midnight Run, um bloco noturno. Era originalmente um bloco de cinco horas à noite de sábado (tecnicamente domingo) à meia-noite até março de 2000, quando mudou para as noites de semana em formato de uma hora até janeiro de 2003. Consistia em animes tais como Dragon Ball Z, Sailor Moon, Voltron, Robotech, Mobile Suit Gundam Wing, The Big O e Outlaw Star. Midnight Run tendia a ter mais sangue e violência do que seu equivalente diurno, mesmo rodando uma versão sem cortes de Gundam Wing entre março e novembro de 2000. Uma edição especial que começou na sexta-feira, 31 de agosto de 2001, apresentava videoclipes como “Clint Eastwood” do Gorillaz e músicas de Daft Punk de seu álbum Discovery de 2001, cujos videoclipes constituem o musical nipo-francês de 2003 Interstella 5555 e "Hellbent" de Kenna. Outro evento foi Dragon Ball Z assumindo o controle do Midnight Run por uma semana começando de 26–30 de março de 2001.
Uma encarnação de sábado de manhã, Toonami Rising Sun, funcionou de 2000 até 2001, das 09h ao meio-dia. Posteriormente, funcionou das 10h00 às 13h00, e então das 11h00 às 13h00. Este bloco foi um tanto dificultado para evitar a competição com o canal irmão Kids' WB.
Começando em setembro de 2000, Toonami apresentou eventos interativos especiais conhecidos como Total Immersion Events (TIEs). Esses TIEs aconteciam tanto no ar durante o Toonami quanto online no site oficial, Toonami.com, e sempre ocorriam na semana em que a série mais popular do bloco, Dragon Ball Z, retornava para uma nova temporada. O primeiro TIE foi The Intruder, que apresentou a companheira de T.O.M., uma matriz de IA conhecida como Sara (dublada por Sally Timms, cantora da banda britânica The Mekons). The Intruder foi uma minissérie de oito episódios que foi ao ar durante o Toonami de 18 a 22 de setembro de 2000, de 6 de novembro de 2000 a 24 de novembro de 2000. Envolvia a Absolution sendo atacada por uma bolha alienígena conhecida apenas como "the Intruder", que acabou devorando T.O.M.

##### 2000–2002: Era T.O.M. 2

Logotipo do Toonami usado de 21 de fevereiro de 2000 a 14 de março de 2003; revivido temporariamente em 18 de março de 2017, até 15 de abril de 2017, para seu 20º aniversário

Embora The Intruder tenha resultado na destruição de T.O.M., ele foi logo depois atualizado pela S.A.R.A. de um personagem baixo no estilo Bomberman para uma encarnação mais alta, elegante e com voz mais profunda apelidada de T.O.M. 2 (dublado por Steve Blum, que desde então tem sido a voz de todas as encarnações subsequentes do personagem).
De 30 de julho de 2001 até 28 de junho de 2002, a Kids' WB (também de propriedade da Time Warner) exibiu um bloco Toonami que era, mais ou menos, a programação da Kids' WB com o nome Toonami. Embora o Toonami no Kids' WB tenha trazido programas como Sailor Moon, Dragon Ball Z e The Powerpuff Girls para transmitir na televisão, foi criticado duramente por observadores da indústria, que notaram que a marca de ação do bloco - que tinha adicionado programas como Generation O!, Scooby-Doo e The Nightmare Room, uma série live-action criada pelo autor de Goosebumps, R. L. Stine - não foram traduzidas em termos de conteúdo. E embora a promoção cruzada entre o Cartoon Network e o Kids' WB tenha permitido que as séries fossem compartilhadas entre os canais, a maioria delas durou apenas um curto período de tempo. Isso incluiu Dragon Ball Z e Sailor Moon aparecendo no Toonami no Kids' WB por apenas duas semanas, e Cardcaptors aparecendo no bloco principal do Toonami no Cartoon Network por apenas duas semanas. Na primavera de 2002, o Kids' WB anunciou que retiraria o nome Toonami de sua programação durante a semana, mais uma vez tornando a marca Toonami exclusiva do Cartoon Network.
O TIE, Lockdown, foi ao ar entre 17 e 21 de setembro de 2001 e incluiu a introdução do primeiro MMORPG do CartoonNetwork.com, chamado "Toonami Lockdown", bem como uma quantidade recorde de visualizações de páginas e classificações para o canal. Em Lockdown, T.O.M. luta para salvar a Absolution de um ataque de um compactador de lixo gigante. Trapped in Hyperspace, o próximo TIE, foi exibido na semana de 16–20 de setembro de 2002. Sara foi colocada offline por um vírus de computador chamado Swayzak (cuja dubladora é desconhecida, mas especula-se que seja Khary Payton), e TOM está preso no hiperespaço. Ele consegue derrotar Swayzak antes que a Absolution atinja a Terra. O empate do jogo para este evento foi perdido.
Durante a semana de 24–28 de fevereiro de 2003, o Cartoon Network exibiu no Toonami o "Giant Robot Week", um especial de cinco dias baseado em séries de mecha, licenciadas pela A.D. Vision. As séries exibidas foram Neon Genesis Evangelion, Gigantor, Robotech, Martian Successor Nadesico, e Dai-Guard.
Em 15 de maio de 2001, o Cartoon Network lançou Toonami: Deep Space Bass, a trilha sonora oficial do bloco de televisão.

##### 2003–2007: Era T.O.M. 3
Em março de 2003, TOM foi remodelado para uma figura mais musculosa. Isso foi explicado dentro do universo quando ele foi reconstruído após lutar contra um pirata espacial chamado Orcelot Rex nos quadrinhos Endgame. Sua voz também se tornou mais humana.
Em setembro de 2003, estreou uma minissérie apresentando um novo universo 2D. Immortal Grand Prix (IGPX), criado pelos produtores do Toonami, Sean Akins e Jason DeMarco, e produzido pelo estúdio de anime Production I.G, foi ao ar em cinco episódios curtos, servindo como piloto para a segunda série original de Toonami, que estreou em novembro de 2005.
Em 17 de abril de 2004, Toonami foi transferido das tardes dos dias de semana para um horário de sábado à noite, onde foi ao ar regularmente por quatro horas, começando às 19h. Um novo bloco de ação em tons mais claros, Miguzi, estreou dois dias da semana em seu lugar. Toonami também substituiu o bloco conhecido como Saturday Video Entertainment System (SVES). A razão por trás das mudanças foi que a rede pensou que o público de Toonami havia envelhecido do que o desejado para a programação da tarde dos dias de semana. A nova programação do Toonami apresentou animes como Naruto, Rave Master, Duel Masters, Mobile Suit Gundam SEED, One Piece, Bobobo-bo Bo-bobo, Zatch Bell e Pokémon Chronicles, bem como estreias de produções norte-americanas, incluindo Teen Titans, Megas XLR, The Batman, Justice League Unlimited, e IGPX, a primeira e única produção original do Toonami coproduzida pela Production I.G e Bandai Entertainment. Sara ganhou corpo inteiro durante esse período e se tornou mais anime, junto com sua dubladora sendo mudada para a atriz britânica e estrela da Red Dwarf, Samantha Robson.
Em 2006, o bloco decidiu comemorar seu aniversário e o 65º aniversário de Hayao Miyazaki com uma celebração de quatro semanas chamada A Month of Miyazaki, na qual exibiam um filme do Studio Ghibli a cada semana. A empresa controladora do Cartoon Network já havia feito isso no início do ano em um canal irmão, Turner Classic Movies, e queria repeti-lo novamente. A promoção também incluiu animação CG original criada para o bloco.
- 18 de março – Spirited Away
- 25 de março – Princess Mononoke
- 1 de abril – Castle in the Sky
- 8 de abril – Nausicaä of the Valley of the Wind

Embora Megas XLR tenha sido a primeira franquia original americana a realmente estrear no bloco, era inicialmente um original do Cartoon Network que estava planejado para ir ao ar nas noites de sexta-feira. Outras propriedades de ação do Cartoon Network, nomeadamente Samurai Jack, Teen Titans, e Justice League, foram ao ar no Toonami, mas não foram exclusivas do bloco até suas temporadas finais.

##### 2007–2008: Era T.O.M. 4 e cancelamento

Logotipo do Toonami usado de 17 de março de 2007, até 20 de setembro de 2008, seu desligamento inicial

Em 27 de janeiro de 2007, um teaser comercial foi ao ar durante a maratona Xiaolin Showdown no Cartoon Network, apresentando aproximações de grandes Clydes (os robôs exploradores remotos que têm sido uma presença constante no Toonami desde o início) e dois novos robôs IA junto com a data "17/03/07" e o emblema do peito de T.O.M. brilhando em azul. No dia 17 de março, Toonami comemorou seu 10º aniversário com uma nova embalagem e inúmeras montagens comemorando o bloco. TOM. foi remodelado em um robô mais curto com características faciais mais humanoides que era o comandante de uma sala de controle da selva e auxiliado por dois novos robôs, Flash (Dave Wittenberg) e D (Tom Kenny). As montagens incluíram uma visão de apresentadores anteriores, logotipos anteriores e clipes e dublagens de uma década de programas que foram ao ar no Toonami. Foram um total de quatro montagens, cada uma com clipes diferentes, e três tiveram um minuto de duração.
Como parte do aniversário (e para coincidir com o evento March Movie Madness do Cartoon Network), Toonami planejou mais um mês de filmes:
- 3 de março – The Invincible Iron Man
- 10 de março – Mosaic
- 17 de março – Hellboy: Blood and Iron
- 24 de março – Stan Lee Presents: The Condor
- 31 de março – Spirited Away e Teen Titans: Trouble in Tokyo

Em 20 de setembro de 2008, na convenção Anime Weekend Atlanta em Atlanta, Geórgia, o Cartoon Network anunciou que havia cancelado o bloco Toonami devido à baixa audiência. Toonami então transmitiu sua transmissão final naquela mesma noite. O último programa a ir ao ar no quarteirão foi uma reprise de Samurai Jack às 22h30. Os funcionários que trabalhavam no bloco mudaram-se para outras partes do canal, exceto Dennis Moloney, que deixou a Turner para trabalhar na Disney. Toonami Jetstream permaneceu com o nome Toonami até 30 de janeiro de 2009. No final da exibição final de Toonami, T.O.M. 4 encerrou o bloco com um breve monólogo final, acompanhado pela música "Cascade" de Tycho:
| “ | Well, this is the end, beautiful friends. After more than 11 years, this is Toonami's final broadcast. It's been a lot of fun, and we'd like to thank each and every one of you who made this journey with us. Toonami wouldn't have been anything without you. Hopefully, we've left you with some good memories. So, until we meet again, stay gold. Bang. | ” |

Após o episódio final de Toonami na TV, o encerramento subsequente do Toonami Jetstream em 2009 marcou o fim desta encarnação até o renascimento da marca em 2012.

### Adult Swim (2012–presente)

##### 2012–2013: Era T.O.M. 3.5
Em 1 de abril de 2012, Adult Swim exibiu o bloco Toonami para sua pegadinha anual do Dia da Mentira, na qual seria a exibição anual de The Room. Depois de exibir o episódio agendado daquela semana de Bleach, a programação relacionada ao Toonami continuou durante toda a noite, apresentando programas como Dragon Ball Z, Mobile Suit Gundam Wing, Tenchi Muyo!, Outlaw Star, The Big O, Yu Yu Hakusho, Blue Submarine No. 6, Trigun, Astro Boy (1963) e Gigantor. No dia seguinte, Adult Swim postou uma mensagem em sua página do Twitter, simplesmente dizendo: "Quer de volta? Avise-nos. #BringBackToonami". Em 4 de abril, Adult Swim seguiu este tweet com um dizendo: "#BringBackToonami Nós ouvimos você. Obrigado por sua paixão e interesse - fique ligado." Em 8 de abril, Adult Swim exibiu duas vinhetas sobre os tweets do Toonami e respondeu com "[estamos ouvindo]" e "[estamos investigando isso]".
Em 16 de maio, Adult Swim postou uma mensagem no Facebook anunciando que Toonami retornaria em 26 de maio. O canal emitiu um comunicado de imprensa mais tarde naquele dia confirmando o renascimento do bloco como um bloco de ação noturno de sábado. Toonami fez seu retorno em 26 de maio, com uma programação inicial composta por programas atuais de Adult Swim Action, juntamente com estreias de Deadman Wonderland e Casshern Sins. Em 18 de agosto, Samurai 7 e Eureka Seven substituíram Deadman Wonderland e Cowboy Bebop. Em essência, o bloco revivido é muito semelhante ao Midnight Run do original, exibindo uma programação sem cortes e também tendo temas mais maduros.
Em 6 de outubro, Toonami expandiu para seis horas completas; Sym-Bionic Titan e ThunderCats foram adicionados ao bloco. Tenchi Muyo! GXP foi anunciado como a próxima estreia em 3 de novembro, assim como o retorno de Inuyasha. Em 22 de novembro, Toonami anunciou que iria ao ar episódios sem cortes de Naruto, e confirmou que Bleach entraria em reprises por oito semanas, começando em 1 de dezembro.
Em 6 de janeiro de 2013, Toonami introduziu um novo esquema de cores azul, depois de usar um esquema semelhante para apresentar Inuyasha em 3 de novembro do ano anterior. Novos episódios de Bleach começaram em 26 de janeiro. Em 16 de fevereiro, Soul Eater começou a ser exibido no Toonami, substituindo Samurai 7. Durante a MomoCon, novos designs para T.O.M e a Absolution foram revelados, juntamente com o anúncio de que o design geral do bloco seria alterado.

#### 2013–2019: Era T.O.M. 5
Em 27 de abril de 2013, Toonami estreou seu novo visual, apresentando o retorno da apresentadora de apoio Sara (agora dublada por Dana Swanson, membro da equipe do Adult Swim). Em dezembro de 2013, Toonami exibiu vários filmes durante todo o mês, semelhantes a A Month of Miyazaki, que foi ao ar anos antes. A programação se chamava Toonami Month of Movies. O primeiro filme incluído na programação foi Akira, que marcou o primeiro filme censurado a ser exibido no Toonami. Todos os filmes exibidos eram novidades para o canal.
- 7 de dezembro – Akira
- 14 de dezembro – Summer Wars
- 21 de dezembro – Fullmetal Alchemist: The Conqueror of Shamballa
- 28 de dezembro – Trigun: Badlands Rumble

Para começar 2014, Toonami estreou o anime Space Dandy em 4 de janeiro, antes mesmo do Japão. O anime durou duas temporadas e 26 episódios antes de terminar em setembro. O bloco introduziu uma nova estética no dia 6 de abril. Esse novo visual também contou com o retorno da gravadora Ninja Tune ao Toonami. Em dezembro de 2014, Toonami celebrou o segundo Toonami Month of Movies. Desta vez, eles exibiram dois filmes por semana, em vez de um. A exibição não incluiu apenas versões novas e estendidas e filmes antigos exibidos anteriormente no Toonami, mas também os episódios finais de Hellsing Ultimate.
- 6 de dezembro – Hellsing Ultimate: Hellsing IX e Summer Wars
- 13 de dezembro – Hellsing Ultimate: Hellsing X e Fullmetal Alchemist: The Sacred Star of Milos
- 20 de dezembro – Dragon Ball Z: Broly – The Legendary Super Saiyan e Akira
- 27 de dezembro – Evangelion: 1.11 You Are (Not) Alone e Evangelion: 2.22 You Can (Not) Advance

Intruder II, o primeiro Evento de Imersão Total desde o renascimento de Toonami em 2012, começou em 7 de novembro e terminou em 20 de dezembro de 2015, com Sonny Strait reprisando seu papel como The Intruder com Steve Blum, que também é The Intruder e TOM 5.  Em 2 de dezembro de 2015, Adult Swim anunciou que uma nova temporada de Samurai Jack estava sendo produzida. Acabou estreando no Toonami em março de 2017. A conclusão do Intruder III em 2016 levou para outro novo visual ao Toonami.
Em 31 de dezembro de 2016, Toonami exibiu sua primeira transmissão de anime legendado com o videoclipe de Porter Robinson e Madeon, Shelter, produzido em colaboração com A-1 Pictures e Crunchyroll. No entanto, as partes legendadas no início e no final do videoclipe tem sido removidas devido a um erro desconhecido. No momento, não se sabe se a versão completa do videoclipe poderá ir ao ar no futuro, apesar de estar disponível no canal do YouTube da Crunchyroll e Robinson.
Um quinto T.I.E. intitulado Countdown foi lançado de 4 a 25 de novembro de 2017. Centra T.O.M. sendo enviado para o futuro, onde SARA assume o Vindication após passar por uma nebulosa desconhecida enquanto sua futura contraparte viaja para o presente para destruir a nave e evitar que ela se torne má. O evento terminou com T.O.M. tendo arranhões e danos mínimos em seu corpo.
Em 20 de março de 2018, a Produção I.G. e Adult Swim anunciaram que duas novas temporadas de FLCL, FLCL Progressive e FLCL Alternative estreariam no Toonami em 2018, com data marcada para 2 de junho às 23h30. No Dia da Mentira de 2018, Toonami foi inteiramente dublado em japonês e deu início à pegadinha exibindo uma prévia do primeiro episódio de FLCL Alternative em japonês com legendas em inglês. O logotipo do Toonami também foi alterado para japonês (estilizado como トゥナミ). Toonami seguiu a prévia exibindo o filme Mind Game e exibiu a programação depois que foi originalmente agendada após Black Clover, exceto Iron-Blooded Orphans, no original em japonês com legendas em inglês. A versão dublada em inglês de todos os programas que foram ao ar naquela semana, incluindo uma crítica de Nier Automata, exceto a prévia de FLCL Alternative, bem como Mind Game e Scavengers, iria ao ar uma semana depois. TOM foi dublado por Masa Kanome, um dublê japonês que participou de um filme de Wolverine, e Sara foi dublada por Fusako Shiotani. A Sentai Studios foi a responsável por produzir as legendas em inglês para o diálogo entre TOM e SARA.
Em 29 de setembro, Toonami expandiu para sete horas completas, das 21h às 04h, com Boruto: Naruto Next Generations como a adição marcante. Em 13 de dezembro, foi anunciado que Toonami removeria Dragon Ball Z Kai e Samurai Jack de sua programação, reduzindo o bloco para 6 horas. Além disso, o bloco seria movido para trás e iria ao ar das 23h às 5h, a partir de 5 de janeiro de 2019, por causa do Adult Swim retomar o horário das 20h do Cartoon Network.
Em 24 de janeiro, foi anunciado que Toonami removeria Pop Team Epic e Iron-Blooded Orphans de sua programação, reduzindo o bloco para 5 horas.
Em 13 de maio de 2019, o Adult Swim anunciou que Toonami mudaria todo o seu bloco trinta minutos antes, começando às 22h30 e terminando às 03h30, cortando uma reprise de meia hora de Family Guy. As mudanças começaram em 25 de maio de 2019.
Em 24 de maio de 2019, a MomoCon anunciou que um novo T.I.E., The Forge, começaria a ser exibido em 9 de novembro.
Em 27 de junho de 2019, foi anunciado que Toonami mudaria todo o seu bloco de volta às 23h e terminaria às 04h, além de estrear Food Wars!: Shokugeki no Soma à 01h. As mudanças começaram em 6 de julho de 2019. Em 4 de julho, na Anime Expo e no Facebook, foi anunciado que Demon Slayer: Kimetsu no Yaiba se juntaria ao bloco neste outono. No dia 20 de julho, foi revelado que o Corpo de Bombeiros se juntaria ao bloco à 01h. Em 7 de julho, na RTX 2019, foi anunciado que Gen:Lock se juntaria ao bloco em 3 de agosto. Em 16 de agosto, foi anunciado que Toonami expandiria 30 minutos e reorganizaria seu bloco com Dr. Stone às 00h.

#### 2019–presente: Era T.O.M. 6
Durante o evento Total Immersion em novembro de 2019, T.O.M. 5 foi morto pelo Comandante da Forja, no qual T.O.M. chamou ele de "Booger", no episódio 4 de The Forge. Isso sinalizou o fim do serviço de TOM 5 como anfitrião do bloco de programação do Toonami, que começou em 2013. Esta iteração de T.O.M. foi o apresentador mais antigo da história do Toonami. No episódio 5, SARA reviveu TOM usando a Forja para criar um novo corpo, ocorrendo assim o nascimento de T.O.M. 6.
Em 8 de janeiro de 2020, foi anunciado que Sword Art Online: Alicization – War of Underworld estrearia no canal em 18 de janeiro. No dia 23 de janeiro, foi anunciado que Toonami reduziria o bloco para cinco horas, já que Fire Force estava encerrando sua exibição; o novo bloco foi ao ar das 23h às 04h. Em 6 de fevereiro, foi anunciado que o bloco perderia mais uma hora e meia, já que Dr. Stone estava encerrando sua exibição, enquanto as reprises de The Promised Neverland e Attack on Titan também cessariam. Isso reduziu a duração do bloco para três horas e meia, que foi ao ar das 23h30 às 03h. Em 8 de abril, foi anunciado que Toonami seria reduzido a um bloco de três horas, já que Sword Art Online: Alicization – War of Underworld estava encerrando sua exibição. Em 15 de abril, foi anunciado que Paranoia Agent estrearia em 25 de abril e que Food Wars!: Shokugeki no Soma seria removido do bloco até que um novo acordo fosse fechado para a próxima temporada. Em 3 de junho, foi anunciado que a exibição de JoJo's Bizarre Adventure: Golden Wind seria suspensa devido a problemas de produção de dublagem associados à pandemia de COVID-19, com a série original do Adult Swim, Ballmastrz: 9009 substituindo-a temporariamente no Toonami começando em 6 de junho.
Em 26 de julho, foi anunciado que JoJo's Bizarre Adventure: Golden Wind retornaria em 1 de agosto, começando com o episódio 29. Naquele mesmo dia, o block runner Jason DeMarco twittou que Toonami tinha seis projetos originais em andamento, incluindo três que não foram anunciados na época. Em 28 de julho, a segunda temporada de Fire Force foi confirmada com data de exibição prevista para 24 de outubro, porém foi posteriormente remarcada para 7 de novembro. Em 4 de agosto, foi anunciado que Toonami: Dark Knights foi confirmado para DC FanDome com 4 filmes do Batman em duas semanas, incluindo Batman: Year One, Batman: The Dark Knight Returns Part 1, Batman: Gotham Knight, e Batman: The Dark Knight Returns Part 2 com data de exibição prevista para 15 de agosto, porém foi novamente mais tarde, em 22 de agosto. Em 22 de agosto, foi anunciado que Assassination Classroom estrearia em 29 de agosto. Em 20 de outubro, foi anunciado que Sword Art Online: Alicization – War of Underworld retornaria em 7 de novembro, começando com o episódio 39. Em 16 de novembro, foi anunciado que Primal foi confirmado como a maratona de 28 de novembro para toda a temporada. Em 11 de dezembro, foi anunciado novamente que a noite da Mulher Maravilha de Toonami foi confirmada para DC FanDome e toda a programação regular foi antecipada por apresentações consecutivas de filmes, incluindo Wonder Woman: Bloodlines e Justice League: The New Frontier em 19 de dezembro. Em 24 de dezembro de 2020, foi anunciado que SSSS.Gridman estrearia em janeiro de 2021. Em 28 de dezembro de 2020, foi anunciado que Toonami aumentaria o bloqueio para quatro horas, já que Attack on Titan retornaria em 9 de janeiro de 2021.

Logotipo de 20 de março de 2021, até 19 de março de 2022

Em 1 de fevereiro de 2021, foi anunciado que Black Clover retornaria em 13 de fevereiro, começando com o episódio 137. Em 10 de fevereiro de 2021, foi anunciado que Food Wars!: The Third Plate retornaria em 27 de fevereiro, para substituir Assassination Classroom. Em 17 de março de 2021, foi anunciado que The Promised Neverland retornaria como estreia da segunda temporada em 10 de abril. Em 8 de junho de 2021, foi anunciado que Yashahime: Princess Half-Demon estrearia em 26 de junho. Em 13 de julho de 2021, foi anunciado que Harley Quinn foi confirmada como a maratona de 7 de agosto para toda a temporada. Em 10 de novembro de 2021 foi anunciado que por apenas uma noite Toonami receberia uma noite extra de programação em 26 de novembro de 2021. A programação apresentava o curta Blade Runner Black Out 2022 de Shinichiro Watanabe o filme live-action Blade Runner 2049 e os três primeiros episódios de Blade Runner: Black Lotus. Entretanto, o pacote de branding do bloco não foi utilizado naquela noite devido ao tempo de exibição do filme.
Em 8 de janeiro de 2022, Toonami anunciou que iria ao ar um novo programa todas as semanas "durante o próximo mês ou depois", começando com a segunda temporada de Assassination Classroom. Mais tarde, anunciaram a chegada de Made in Abyss, o retorno de One Piece, a data de estreia de Shenmue e a chegada da segunda parte da quarta temporada de Attack on Titan. Em 2 de fevereiro de 2022, Jason Demarco confirmou que uma série original do bloco do Cartoon Network chegaria ainda naquele ano e três séries adicionais estão programadas para chegar em 2023. Em 19 de fevereiro de 2022, uma segunda rodada de episódios de Cosmo Samurai começou a estrear para comemorar o 25º aniversário do bloco, com a Sentai Studios produzindo as legendas em inglês. Em 13 de março de 2022, foi anunciado que um novo T.I.E., The Return, iria ao ar em duas partes para comemorar o 25º aniversário do bloco. Com duração de dois minutos cada, o evento viu TOM 6 e SARA v4 indo para o GPS Absolution Mk. XIV, uma versão atualizada da Absolution que foi enviada de volta no tempo de 250 anos no futuro, para a próxima reformulação gráfica, e o Forge está agora abandonado. Em 17 de março de 2022, uma nova série original, Housing Complex C, foi anunciada para lançamento em 2022 e duas novas temporadas de FLCL para 2023. Em 7 de abril de 2022, foi anunciado que Lupin the 3rd Part 6 estrearia no bloco, substituindo Made in Abyss em 16 de abril. Em 18 de maio de 2022, foi anunciado que uma série de anime original dirigida por Sunghoo Park, intitulada Ninja Kamui, estrearia no Toonami.
Em 29 de março de 2023, durante o comunicado de imprensa inicial do Adult Swim para sua expansão para as 19h, foi anunciado que episódios encore de Unicorn: Warriors Eternal e My Adventures with Superman seriam exibidos dentro do bloco. Em 20 de julho de 2023, foi anunciado que uma nova série original dirigida por Shinichirō Watanabe e animada pela MAPPA, intitulada Lazarus, estrearia no bloco Toonami. Em 28 de outubro de 2023, foi anunciado que Mugen Train Arc de Demon Slayer: Kimetsu no Yaiba estrearia em 11 de novembro ao lado da temporada 2 de Dr. Stone: New World e episódios remasterizados em HD de IGPX pela Discotek Media para promover seu Blu-Ray que será lançado em 5 de novembro de 2024, 18 anos depois do dia em que o programa foi transmitido pela primeira vez no bloco Toonami original, como parte de sua hora bônus de horário de verão. Em 17 de novembro de 2023, foi anunciado no Anime NYC que Demon Slayer: Kimetsu No Yaiba Entertainment District Arc irá ao ar em 13 de janeiro de 2024, enquanto a Aniplex of America também anunciou que Lycoris Recoil estrearia na semana seguinte, em 20 de janeiro de 2024.
Em 16 de março de 2024, Toonami exibiu uma maratona especial de Dragon Ball Z Kai de 4 horas, das 2h às 6h, em homenagem ao autor do mangá original Akira Toriyama, que faleceu duas semanas antes. A maratona incluiu os primeiros 8 episódios da Saga Saiyanjin juntamente com uma homenagem de abertura de TOM e SARA. Em 17 de maio de 2024, foi anunciado que um novo bloco da tarde de sexta-feira intitulado Toonami Rewind começaria a ser transmitido em 31 de maio, das 17h às 19h. A programação inicial inclui a redublagem da Viz Media de 2014 para Sailor Moon, Dragon Ball Z Kai e a série Naruto original. Em 17 de agosto de 2024, Rick and Morty: The Anime estreou no Toonami do Adult Swim durante o verão de 2024. Em 28 de setembro de 2024, Uzumaki fez sua estreia na programação do Toonami. Assim como Rick and Morty: The Anime, o show também foi ao ar em japonês com legendas em inglês no Toonami enquanto sua dublagem em inglês foi ao ar no Adult Swim, mas de forma diferente, os episódios legendados eram os episódios de estreia lineares enquanto os episódios de quinta-feira no Adult Swim eram dublados encores das estreias. Em 8 de outubro de 2024, a equipe do Toonami anunciou que Invincible Fight Girl faria uma estreia no Toonami em 2 de novembro. Em 18 de outubro de 2024, foi anunciado na New York Comic Con que Mashle: Magic and Muscles estrearia em 9 de novembro do mesmo ano, junto com o retorno da retransmissão da temporada 1 de Blue Exorcist, começando em 2 de novembro. Em 14 de dezembro de 2024, o Adult Swim anunciou que o bloco do programa Toonami Rewind terminaria no final do ano e seria substituído por uma reexpansão do bloco Checkered Past em 3 de janeiro de 2025.
Alguns dos programas que foram ao ar recentemente no Toonami Rewind, como Sailor Moon e Naruto, que agora são transferidos para o Toonami nas noites de sábado, começaram em 11 e 25 de janeiro, respectivamente. Em 24 de janeiro de 2025, foi anunciado que Lazarus chegaria ao bloco em abril de 2025, junto com a TV Tokyo no Japão, acompanhado pelo lançamento de um novo pôster visual. Em 7 de fevereiro de 2025, o Toonami anunciou que FLCL: Grunge retornaria ao bloco em 22 de fevereiro, juntamente com dois episódios de Blue Exorcist. Em 22 de fevereiro de 2025, foi anunciado que a série original do Adult Swim, Common Side Effects, estreará na Toonami em 1 de março, às 00h30, e FLCL: Shoegaze retornará à programação em 15 de março. Em 27 de fevereiro, foi anunciado que Lazarus estrearia no dia 5 de abril à meia-noite no bloco e horas depois na TV Tokyo, no Japão. Em 11 de abril de 2025, foi anunciado que o Toonami transmitiria um videoclipe intitulado Ginger Root's Shinbangumi em 26 de abril, com Sailor Moon sendo adiado por uma semana devido ao programa. Em 25 de abril de 2025, foi anunciado que Bleach: Thousand-Year Blood War e Blue Exorcist: Kyoto Saga estreariam no bloco a partir de 18 de maio de 2025.

## Serviços de vídeo online

### Toonami Reactor
Em 26 de março de 2001, Cartoon Network lançou Toonami Reactor, seu primeiro serviço de streaming de vídeo online. O serviço de três meses apresentava episódios de streaming de Dragon Ball Z e Star Blazers, o último dos quais era uma série exclusiva online. O conteúdo editorial foi fornecido pela extinta Animerica Magazine, publicada pela Viz Media. Após o término do "teste" de três meses, o Cartoon Network o retirou do ar e o renovou completamente.
Em 14 de novembro de 2001, Cartoon Network relançou Toonami Reactor com todos os programas exclusivos online, como Star Blazers, Patlabor: The TV Series, Harlock Saga e Record of Lodoss War, bem como vídeos de Daft Punk e jogos temáticos do Toonami. No verão de 2002, Toonami Reactor foi reformulado novamente sob a égide do Adult Swim e, em uma joint venture com a Weekly Shonen Jump da Viz, programou ele como "Adult Swim Pipeline". Apresentava episódios e/ou capítulos de mangá de One Piece, Naruto, Shaman King, Yu Yu Hakusho, e Sand Land.

### Toonami Jetstream
Em 25 de abril de 2006, Cartoon Network e a VIZ Media anunciaram planos para lançar o Toonami Jetstream, um novo serviço de streaming de vídeo suportado por anúncios apresentando séries do Toonami como Naruto, Samurai Jack, Megas XLR e IGPX, e as estreias de webcast na Internet de Hikaru no Go, MÄR, Eyeshield 21, The Prince of Tennis, MegaMan Star Force, Kiba, MegaMan NT Warrior e Zoids: Genesis, os dois últimos nunca foram transmitidos.
Toonami Jetstream foi lançado em 17 de julho de 2006 (após uma breve prévia não oficial que começou em 14 de julho), e ofereceu episódios de Naruto, Hikaru no Go, MÄR, Zatch Bell!, Pokémon, Blue Dragon, Samurai Jack, Kiba, Storm Hawks e Transformers: Animated.
Em 31 de janeiro de 2009, Toonami Jetstream foi descontinuado. Desde então, muitos dos programas exibidos até o cancelamento foram exibidos no Cartoon Network Video em seu site principal.
Em 2012, Adult Swim rebatizou sua seção de vídeos de ação como "Toonami shows". Inicialmente apresentava conteúdo de Durarara!!, que nunca foi ao ar no bloco Toonami.

### Toonami: Pre-Flight
Em 27 de fevereiro de 2015, adultwim.com lançou o programa online Toonami: Pre-Flight apresentado pelos produtores do Toonami Jason DeMarco e Gill Austin. Os dois primeiros episódios estrearam em uma sexta-feira às 17h Horário do Leste, e foi transferido para terça-feira às 17h Horário do Leste até 25 de setembro de 2015, quando o show voltou para as sextas-feiras às 18h30 Hora do Leste. Cada episódio apresenta um destaque da série, um tópico semanal e outros recursos, como prévias de promoções e anúncios, bem como anúncios e segmentos dos talentos de narração Steve Blum e Dana Swanson. Toonami também fez painéis da MomoCon, San Diego Comic-Con, Dragon Con e Anime Expo, que eles transmitiram como parte do Pre-Flight, ao vivo ou em atraso de fita. Em 14 de novembro de 2020, Toonami: Pre-Flight exibiu seu episódio final.

### Crunchyroll
A empresa de serviços de streaming orientada para o anime Crunchyroll tornou-se um ativo irmão da Adult Swim após a aquisição da Time Warner pela AT&T, e sua subsequente aquisição das ações restantes no empreendimento existente da AT&T, Otter Media. Em março de 2019, Adult Swim e Otter foram brevemente colocados sob a Warner Bros. como parte de uma reorganização corporativa. O anúncio correspondente afirmava que haveria sinergias entre o Toonami e o serviço; as duas propriedades já haviam anunciado uma colaboração em Blade Runner: Black Lotus, uma série de anime ambientada no universo Blade Runner. Em julho de 2020, Adult Swim e Crunchyroll anunciaram uma nova colaboração em série de anime, intitulada Fena: Pirate Princess. Na Crunchyroll Expo virtual em setembro de 2020, as duas entidades anunciaram mais uma colaboração intitulada Shenmue: The Animation, uma série de anime baseada na série de videogames da Sega. A colaboração entre Toonami e Crunchyroll terminou depois que a Sony Pictures Entertainment/Aniplex adquiriu a Crunchyroll em 2021.

## Programação atual
Todos os horários mostrados são do Leste.
Efetiva para a noite de transmissão de 5 de abril de 2025.
| Hora   | 00h      | 00h30                | 01h           | 01h30      | 02h        | 02h30  | 03h         |
| ------ | -------- | -------------------- | ------------- | ---------- | ---------- | ------ | ----------- |
| Séries | Lazarus* | Common Side Effects* | Blue Exorcist | One Piece* | One Piece* | Naruto | Sailor Moon |

* Indica estreias de episódios inéditos em qualquer bloco da marca Toonami.

## Programação
- Texto em negrito indica programas que tiveram qualquer tipo de estreia mundial no bloco, excluindo estreias somente dubladas em inglês.

### Cartoon Network (1997–2008) / Kids' WB (2001–2002)
1997
- ThunderCats (série de 1985)
- Cartoon Roulette (composto de Space Ghost, Birdman and the Galaxy Trio, The Herculoids, Mightor, Shazzan, Teen Force, The Impossibles, e os desenhos dos anos 1940 do Superman)
- Voltron
- The Real Adventures of Jonny Quest

1998
- Robotech
- Beast Wars: Transformers
- Sailor Moon (dublagem da DiC & Cloverway)
- Dragon Ball Z  (dublagem da Ocean & Funimation)
- Super Friends

1999
- ReBoot
- The Powerpuff Girls
- Ronin Warriors

2000
- G-Force: Guardians of Space
- Mobile Suit Gundam Wing
- Batman: The Animated Series
- Tenchi Muyo! Ryo-Ohki
- Tenchi Universe
- Tenchi in Tokyo
- Blue Submarine No. 6
- Superman: The Animated Series

2001
- Outlaw Star
- The Big O
- Cardcaptors
- Mobile Suit Gundam
- Mobile Suit Gundam: The 08th MS Team
- Dragon Ball
- Batman Beyond
- Zoids: New Century
- Mobile Suit Gundam 0080: War in the Pocket

2002
- Hamtaro
- Zoids: Chaotic Century
- Mobile Fighter G Gundam
- He-Man and the Masters of the Universe
- Transformers: Armada
- G.I. Joe
- Samurai Jack (série original)

2003
- .hack//Sign
- YuYu Hakusho
- Rurouni Kenshin
- Justice League
- Cyborg 009: The Cyborg Soldier
- Superior Defender Gundam Force
- Dragon Ball GT
- Star Wars: Clone Wars

2004
- Duel Masters
- Astro Boy
- Transformers: Energon
- Jackie Chan Adventures
- Mobile Suit Gundam SEED
- Megas XLR
- Rave Master
- Teen Titans
- Justice League Unlimited

2005
- D.I.C.E.
- Zatch Bell!
- The Batman
- One Piece
- Transformers: Cybertron
- Yu-Gi-Oh!
- Naruto
- Bobobo-bo Bo-bobo
- Dragon Ball Z (sem cortes)
- IGPX: Immortal Grand Prix (série de televisão)

2006
- Wulin Warriors
- Pokémon Chronicles
- Fantastic Four: World's Greatest Heroes
- Pokémon: Battle Frontier
- Yu-Gi-Oh! GX
- MÄR
- The Prince of Tennis

2007
- Mega Man Star Force
- Storm Hawks

2008
- Bakugan Battle Brawlers
- Blue Dragon
- Ben 10: Alien Force

### Adult Swim (2012–presente)
2012
- Bleach
- Deadman Wonderland
- Casshern Sins
- Fullmetal Alchemist: Brotherhood
- Ghost in the Shell: S.A.C. 2nd GIG
- Cowboy Bebop
- Ghost in the Shell: Stand Alone Complex
- Samurai 7
- Eureka Seven
- Sym-Bionic Titan
- ThunderCats (série de 2011)
- Inuyasha
- Tenchi Muyo! GXP
- Naruto (sem cortes)

2013
- Soul Eater
- IGPX: Immortal Grand Prix (série de televisão)
- One Piece (sem cortes)
- Sword Art Online
- The Big O II
- Star Wars: The Clone Wars
- FLCL

2014
- Space Dandy
- Naruto: Shippuden (sem cortes)
- Samurai Jack (série original / Temporadas 1–4)
- Blue Exorcist
- Black Lagoon
- Attack on Titan
- Beware the Batman
- Gurren Lagann
- Hellsing Ultimate
- Dragon Ball Z Kai
- Inuyasha: The Final Act

2015
- Kill la Kill
- Sword Art Online II
- Michiko & Hatchin
- Akame ga Kill!
- Parasyte -the maxim-

2016
- Samurai Champloo
- Dimension W
- Hunter × Hunter (série de 2011)
- Mobile Suit Gundam: Iron-Blooded Orphans
- One-Punch Man
- JoJo's Bizarre Adventure: The Animation

2017
- Dragon Ball Super
- Dragon Ball Z Kai: The Final Chapters
- Mobile Suit Gundam Unicorn RE:0096
- Samurai Jack (Temporada 5)
- Tokyo Ghoul
- Lupin the 3rd Part IV: The Italian Adventure
- JoJo's Bizarre Adventure: Stardust Crusaders
- Outlaw Star (HD)
- Black Clover

2018
- My Hero Academia
- FLCL Progressive
- Pop Team Epic
- JoJo's Bizarre Adventure: Diamond Is Unbreakable
- FLCL Alternative
- Boruto: Naruto Next Generations
- Mob Psycho 100
- Megalobox

2019
- Sword Art Online: Alicization
- The Promised Neverland
- Lupin the 3rd Part V: Misadventures in France
- Food Wars!: Shokugeki no Soma
- Mobile Suit Gundam: The Origin – Advent of the Red Comet
- Fire Force
- Gen:Lock
- Dr. Stone
- Demon Slayer: Kimetsu no Yaiba
- JoJo's Bizarre Adventure: Golden Wind

2020
- Sword Art Online: Alicization – War of Underworld
- Paranoia Agent
- Ballmastrz: 9009
- Assassination Classroom
- Gēmusetto: Death Beat(s)
- Primal

2021
- SSSS.Gridman
- Yashahime: Princess Half-Demon
- Harley Quinn
- Fena: Pirate Princess
- Blade Runner: Black Lotus

2022
- Made in Abyss
- Shenmue: The Animation
- Lupin the 3rd Part 6
- Housing Complex C

2023
- Unicorn: Warriors Eternal
- My Adventures with Superman
- FLCL: Grunge
- FLCL: Shoegaze

2024
- Lycoris Recoil
- Ninja Kamui
- Zom 100: Bucket List of the Dead
- Sailor Moon (Dublagem da Viz Media)
- Rick and Morty: The Anime
- Uzumaki
- Invincible Fight Girl
- Mashle: Magic and Muscles

2025
- Common Side Effects
- Lazarus
- Bleach: Thousand-Year Blood War

TBA
- Rooster Fighter

## Revisões de jogos eletrônicos
Ao longo de sua história, Toonami exibiu breves resenhas de jogos eletrônicos durante os intervalos comerciais. As análises são escritas principalmente por Jason DeMarco e baseadas em suas próprias experiências com os jogos. As transcrições das análises também podem ser encontradas no site da Toonami, inclusive para jogos que não tinham vídeo correspondente, tais como Batman: Dark Tomorrow, Super Smash Bros. Ultimate, Halo 5: Guardians, The Matrix Online, Harry Potter: Quidditch World Cup, Animal Crossing: Wild World, Mega Man Battle Network, Samurai Jack: The Amulet of Time, The Powerpuff Girls: Relish Rampage, Costume Quest 2, The Legend of Zelda: Breath of the Wild, Cartoon Network: Battle Crashers, Spider-Man: Battle for New York, Killer Instinct, Doom Eternal, Shovel Knight, Samurai Jack: Battle Through Time, Rise of the Tomb Raider, Call of Duty: Black Ops III, Need for Speed: Carbon, Resident Evil 7: Biohazard, Injustice: Gods Among Us, Spyro: A Hero's Tail, Splashdown: Rides Gone Wild, Doom 3: Resurrection of Evil, Far Cry 5, Guitar Hero, Gran Turismo 6, Cartoon Network: Block Party, Cartoon Network Racing, Cartoon Network Speedway, Middle-Earth: Shadow of Mordor, Need for Speed: Underground 2, Need for Speed Rivals, Street Fighter V, Ben 10: Protector of Earth, Samurai Jack: The Shadow of Aku, Steven Universe: Save the Light, Teenage Mutant Ninja Turtles: Shredder's Revenge, Codename: Kids Next Door  –  Operation: V.I.D.E.O.G.A.M.E., Cartoon Network Universe: FusionFall Heroes, The Lego Ninjago Movie Video Game, Indiana Jones and the Emperor's Tomb, Cuphead, Cookie Run: Kingdom, X-Men Legends II: Rise of Apocalypse, Star Wars Trilogy: Apprentice of the Force, Spider-Man 2, Reigns: Game of Thrones, Medal of Honor, Perfect Dark, Front Mission 3, Grandia, e Sonic the Hedgehog. O sistema de classificação para jogos era originalmente de 1–5, até ser aumentado para 1–10 em 2000. A partir de março de 2021, os jogos também receberam três classificações individuais adicionais para gráficos, som e jogabilidade.
Sete jogos receberam classificações não baseadas na escala de 1–10. Dropship: United Peace Force recebeu uma classificação "?", porque TOM não conseguiu passar do sexto nível. Similarmente, Slender: The Eight Pages também recebeu uma classificação "?", porque TOM estava com muito medo de continuar jogando. Assassin's Creed IV: Black Flag recebeu uma classificação "ARRRRRR!" para refletir sobre o tema pirata do jogo. Assassin's Creed Valhalla recebeu “um bocejo bárbaro”. 198X recebeu um "7/10 incompleto" devido à curta duração do jogo e dicas de uma sequência. Ninja Kamui: Shinobi Origins recebeu uma classificação "N/A" por não ter sido lançado no momento da análise. Também foi mencionado que está disponível para pré-encomenda.

## Internacional
Fora dos Estados Unidos, Cartoon Network exibiu blocos do Toonami em vários países, como na Austrália, de 2001 a 2006. No Reino Unido, o Toonami foi um canal independente de 2003 até 2007. Em dezembro de 2012, o Toonami foi lançado como um canal independente na Ásia-Pacífico. Canais semelhantes foram lançados na Índia em 2015, na França em 2016 e na África em 2017. Os canais do Sudeste Asiático e da Índia foram fechados desde então em 2018.

### Austrália
O bloco de programação foi lançado em 2001 na Austrália como um bloco de fim de semana no Cartoon Network. Foi ao ar no sábado das 18h00 às 20h00 e no domingo das 15h00 às 17h00 com repetição em ambas as noites das 23h00 à 01h00. A programação foi então convertida para um bloco de dias de semana logo em seguida. A programação foi retirada do canal em agosto de 2006.

### França
A versão francesa do canal de televisão Toonami foi lançada em 11 de fevereiro de 2016. Foi operado pela Turner Broadcasting System France, na França, Suíça, Marrocos, Madagascar e Maurício. O canal adotou sua marca atual em 4 de setembro de 2023 para Adult Swim na Warner TV Next.

### Índia
Uma versão indiana do Toonami foi lançada pela primeira vez como um bloco em 2001 e seguida por um canal independente em 2015. Ele encerrou as operações em 15 de maio de 2018.

### Japão
A versão japonesa do Toonami foi lançada pela primeira vez como um bloco de programação do Cartoon Network Japão em 22 de julho de 2002. Em contraste com suas contrapartes americanas e internacionais, a versão japonesa do Toonami exibiu desenhos de ação norte-americanos em vez de anime. Encerrou as operações em 2008.

### América Latina e Brasil
Em 2 de dezembro de 2002, Cartoon Network estreou o bloco Toonami, substituindo um bloco com tema semelhante, Talismã. O bloco de fim de semana do Toonami foi então substituído pela estreia do Adult Swim na América Latina em 7 de outubro de 2005. Em 2007, o Cartoon Network cortou completamente o bloco do Toonami do canal.
Em sua substituição, em janeiro de 2010 foi criado um bloco muito semelhante, que ficou conhecido como Animaction, e era transmitido às quartas-feiras à meia-noite. Este bloco exibiu programação de ação e anime antes de ser descontinuado em abril de 2011.
Toonami foi revivido no Cartoon Network em parceria com Crunchyroll a partir de 31 de agosto de 2020. O bloco Toonami revivido funciona todas as noites da semana, das 12h à 01h, horário local. O bloco foi ao ar pela última vez em 30 de agosto de 2022, pois a parceria expirou após 2 anos.
Em 11 de abril de 2022, Warner TV estreou um novo bloco de programação semelhante ao Toonami, conhecido como Wanimé.
Em 22 de agosto de 2023, foi anunciado que o bloco voltaria novamente como parte de um novo canal 24 horas do Adult Swim, com estreia prevista para 31 de outubro do mesmo ano, embora isso não tenha acontecido e, em vez disso, o canal esteja exibindo um bloco semelhante ao Adult Swim Action, o antecessor do bloco nos Estados Unidos.

### Paquistão
Toonami foi lançado como um bloco de programação no Cartoon Network no Paquistão e funcionou de 2004 até 2013.

### Polônia e Europa Central
Toonami foi lançado como um bloco de programação no Cartoon Network em 2002 no feed CEE. Foi ao ar principalmente durante a semana, das 20h às 21h e das 13h às 14h nos fins de semana. O horário de transmissão foi alterado várias vezes. Toonami CEE ofereceu desenhos de ação americanos, bem como anime. O bloco foi fechado em 2006.

### Sudeste Asiático
Um canal independente do Toonami foi lançado no Sudeste da Ásia, substituindo o Boomerang em 1 de dezembro de 2012. Embora tenha substituído o Boomerang, o canal foi relançado em 2015 junto com o Toonami. O canal foi encerrado em 31 de março de 2018, tornando-se o canal autônomo mais antigo de todos eles, com duração de 6 anos.

### África Subsaariana
Um canal de televisão Toonami foi lançado na África Subsaariana em 1 de junho de 2017. Estava disponível na plataforma de televisão por satélite Kwesé.
Após o fechamento da Kwesé TV, Toonami foi removido em 1 de novembro de 2018.
O Toonami africano foi relançado em 27 de março de 2020, como um canal pop-up na DStv até meados de maio de 2020, quando foi relançado como canal permanente no StarTimes (canal 306 satélite, 355 TDT). Foi relançado em novembro de 2020 na TelkomONE, mas foi transferido para o novo lançamento do SABC+ em 17 de novembro de 2022, na África do Sul.

### Reino Unido & Irlanda
Toonami foi lançado como um bloco de programação no Cartoon Network no Reino Unido e na Irlanda em 2001. Em outubro de 2002, tornou-se parte do CNX, um novo canal spin-off. Quase um ano depois, o CNX foi relançado como Toonami em 2003, transformando o bloco em um canal independente. O canal foi encerrado em 24 de maio de 2007, substituído por um Cartoon Network Too de 24 horas.